# 진 헌공 (21대)

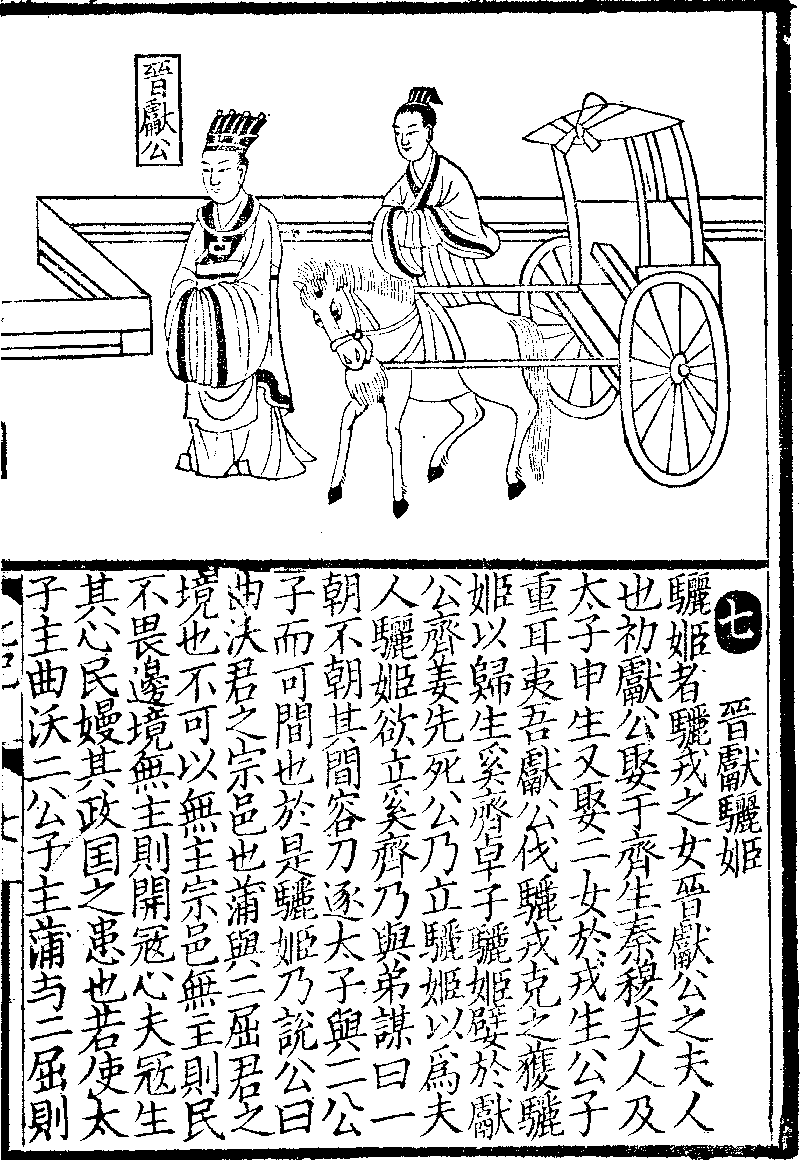
진 헌공

진 헌공(晉獻公, ? ~ 기원전 651년, 재위 : 기원전 676년 ~ 기원전 651년)은 진(晋)나라의 19대 군주이다. 휘는 궤제(詭諸)다. 군주권을 위협하는 곡옥백의 자손들을 주살하고 종가의 권위를 확립했으며, 곽(霍) · 위(魏) · 우(虞) · 괵(虢)나라 등을 병탄하여 진나라를 강성하게 만들었으나, 말년에 첩 여희와 그 아들 해제를 총애하여 해제의 즉위에 방해되는 다른 아들들을 탄압했다가 그 반작용으로 진 문공 즉위 전까지 나라가 혼란에 빠지는 단초를 만들었다.

## 생애

### 환숙 · 장백의 후손 제거
《사기》에서는 “헌공 8년(기원전 669년), 사위(士蔿)의 설득을 받아 여러 공자[군공자]를 죽이고, 취(聚)에 성을 쌓아 서울로 삼고 이름을 강(絳)이라 했다.”라 하여 간략하게 기록했다.
《좌전》에서는 더 자세한 경위를 서술했다. 이에 따르면 헌공이 환숙 · 장백의 종족을 제거하려고 마음먹은 것은 헌공 6년(기원전 671년)부터 시작되었으며, 그 까닭은 환숙 · 장백의 자손들이 강성하여 공실을 핍박했기 때문이다. 진헌공은 사위에게 이 일을 맡겼다. 사위는 환숙 · 장백의 종족을 이간질하여 먼저 그 중 가장 강한 부자(富子)를 군공자들과 함께 제거하고, 헌공 7년(기원전 670년)에는 또 유씨의 두 아들[游氏之子]도 제거했다. 헌공 8년(기원전 669년), 사위는 취읍에 성을 쌓아 군공자를 거기 거주하게 해 겉으로 우대했으나, 이해 겨울 진헌공이 여기를 공격하여 공자들을 모두 죽였다.
헌공 9년(기원전 668년), 헌공은 사위의 공을 치하하여 대사공(大司空)으로 삼았다.

### 정복
헌공 5년(기원전 672년), 여융(驪戎)을 정벌하여 첩으로 여희를 얻었다.
헌공 9년(기원전 668년), 전년의 환숙 · 장백의 자손을 제거하는 과정에서 살아남은 군공자가 괵(虢)나라로 달아나, 괵나라는 이들로 말미암아 진나라를 거듭 공격했으나 이기지 못했다. 헌공 10년(기원전 667년), 헌공은 괵나라를 치려고 했으나 사위의 만류를 받았다.
극숙호(郤叔虎)가 사위를 통해 적사(翟柤)나라의 정정이 어지러움을 헌공에게 말하자 헌공은 적사를 쳤고, 극숙호의 감투정신을 앞세워 이겼다.
헌공 16년(기원전 661년), 부친 진 무공이 주 왕실에게서 1군을 허락받은 이래로 처음으로 2군(상, 하군)을 창설하여, 자신은 상군을 맡고 신생에게 하군을 맡겨 곽 · 위 · 경 세 나라를 멸했다. 옛 경나라 땅은 조숙에게, 옛 위나라 땅은 필만에게 주었다. 이해 가뭄이 들자 곽나라를 멸해 곽나라에서 곽태산에 드리던 제사가 끊겼기에 입은 재난이라고 여기고, 망한 곽나라의 임금 곽공 구(霍公求)를 불러 곽나라의 종묘를 복구하고 곽태산의 신령에게 제사를 지내게 했다.
헌공 17년(기원전 660년), 신생에게 적적(赤狄)의 일종으로 동산(東山)에 사는 고락씨(皐落氏)를 치게 했다. 신생은 직상(稷桑)에서 적(狄)을 격파했다.
헌공 19년(기원전 658년), 헌공은 9년 전에 계획했다가 중단된 괵 침공을 다시 계획했다. 괵은 예전에 곡옥(진헌공은 진 분열 시절 곡옥백의 계통이다)이 익을 칠 때 주 왕실의 명령을 따라 자주 익을 도와 곡옥을 쳤고, 또 핍박받은 환숙 · 장백의 자손을 도와 진을 쳤으므로 진의 근심거리가 될 만했다. 순식(荀息)의 진언을 받아들여 우(虞)나라에 뇌물을 주어 길을 빌리니, 우공은 기뻐하여 먼저 괵나라를 치기를 청했다. 여름에 이극과 순식이 군대를 거느리고 우사와 연합해 괵의 요새지인 하양(下陽)을 취하고 돌아왔다. 헌공 26년(기원전 653년), 태자 신생을 죽이고 공자 중이를 쫓아낸 그해에 다시 우나라와 연합하고 헌공이 친정하여 8월에 괵나라의 서울 상양(上陽)을 포위하고, 12월 1일에 괵나라를 멸하니 괵공 추는 경사로 달아났다. 헌공은 돌아오면서 우나라에 머무르다 우나라를 습격하여 멸하고 우공을 진나라에 시집가는 딸 목희의 잉신으로 삼았다.
헌공 25년(기원전 652년), 적(翟)을 공격했으나 중이를 보호하고 있는 적이 채상에서 반격하자 군을 해산하고 물러났다.
거듭된 정복 끝에, 진나라는 매우 강성해져, 서쪽으로는 하서에 이르러 진나라와 접경했고, 북쪽으로는 적(翟), 동으로는 하예(河內)에까지 이르렀다.

### 후계 문제
본래 헌공의 세자는 신생이었다. 그러나 헌공 12년(기원전 665년), 여융 정벌에서 얻은 애첩 여희가 아들 해제를 낳자, 헌공은 해제를 사랑하여, 태자 신생을 폐하고자 했다. 그리하여 선조의 종묘를 지킨다는 명분으로 신생을 곡옥으로, 또 진나라와 북적에 대한 경계를 강화한다는 명분으로 공자 중이(후의 진 문공)와 공자 이오(후의 진 혜공)을 포와 굴로 내보냈다. 또 다른 공자들은 변방으로 보내고, 여희와 그 동생의 아들만을 서울에 남겨두었다.
헌공은 신생을 하군 장수로 삼고, 곡옥성을 쌓아 주었으며, 헌공 17년(기원전 660년)에는 또 동산고락씨 토벌을 맡겼다. 이극은 태자는 국정을 담당하는 사람이 아니므로 출전하여 스스로 명령을 내리면 불효가 되며, 그렇다고 매번 공에게 물어 명령을 내리면 위엄이 서지 않으므로 군대를 거느릴 수 없게 되므로 이를 반대했다. 그러나 헌공은 누가 태자가 될지 모른다는 대답으로 이극의 말을 받아들이지 않았다. 헌공이 법도에 어긋나게 신생을 중용하는 것을 보고 사위는 장차 신생이 군위를 잇지 못하리라고 여겼다. 또 출전 당시에 신생에게 편의(양편의 색이 다른 옷으로 한 편이 헌공의 옷 색과 같았다고 한다)와 금결(금으로 된, 중간이 끊어진 고리)을 내린 것을 보고 신생의 보좌관으로 출전한 선우 · 호돌 · 양여자양 · 한이 · 선단목 · 양설대부 중 선우를 제외하고는 모두 신생의 지위가 매우 위태롭다고 여겼다. 편의는 잡색 옷이므로 법도에 어긋나며, 금결은 중간이 끊어진 고리며 또 결(玦)은 이별하다는 뜻의 결(訣)과 음이 같은 까닭이었다. 신생이 전투에서 계속 공을 세우자 신생에 대한 참언이 더욱 심해졌다.
여희는 신생과 헌공 사이를 계속 이간하여 신생이 임금 자리를 노린다고 모함하였으며, 헌공도 신생을 폐하고자 했으나 딱히 치죄할 구실이 없었다. 여희는 대부 이극을 껄끄럽게 여기고, 사통하는 배우 시를 통해 이극을 회유하여 중립을 지킨다는 말을 받아냈다. 거리낄 것이 없어지자, 헌공 21년(기원전 656년), 여희는 신생에게 친모 제강에게 제사를 드리고 그 제육을 헌공에게 바치게 했으며, 헌공이 사냥 나간 사이에 독을 쳤다. 신생이 준 제육에 독이 든 것을 안 헌공은 분노하여 태부 두원관을 주살했고, 신생은 곡옥 신성으로 달아나 12월 무신일에 자결했다. 여희는 공자 중이와 공자 이오가 신생과 공모했다고 참언하니, 당시 조정에 있던 이 둘은 각각 봉읍인 포와 굴로 달아났다. 헌공 22년(기원전 655년), 헌공은 시인 피에게 포를 치고 중이를 죽이게 하니 중이는 곧바로 적(翟)나라로 달아났다. 헌공 23년(기원전 654년), 헌공은 가화에게 굴을 치고 이오를 죽이게 하니 이오는 대항하려 하다가 할 수가 없어서 양(梁)나라로 달아났다. 헌공은 여러 공자들을 다 내쫓고, 해제를 태자로 세우고, 처음으로 법령을 만들어 국내에 공족을 남겨두지 못하게 했다.

### 죽음
헌공 26년(기원전 651년), 헌공은 제 환공이 규구에서 연 아홉째 회맹에 참석하러 가다가 중도에 먼저 돌아오는 주왕의 사자 재공의 만류를 받았다. 또 병이 났으므로 귀국했다. 병이 심해지자 순식에게 어린 태자 해제를 맡기고, 9월에 죽었다. 해제가 즉위하고 순식이 재상으로 국정을 주관했다.

## 가족 관계
- 진 무공 (아버지)
  - 진 헌공
  - 제강 (황후)
    - 공태자(共太子) 신생(申生)
    - 목희(穆姬)

  - 호희 (후궁)
    - 진 문공

  - 소융자 (후궁)
    - 진 혜공

  - 여희 (후궁) : 여융국 공주 출신
    - 해제

  - 소희 (후궁, 여희의 아우) : 여융국 공주 출신
    - 탁자

  - 한만 (형제)